# Tinker Bell (phim 2008)
Tinker Bell là phim hoạt hình công nghệ 3D dựa trên tiểu thuyết Peter Pan của J.M Barrie, và phim Peter Pan năm 1953 và phần 2 năm 2002, sản xuất bởi DisneyToon Studios. Phim được phát hành trên đĩa DVD và Blu-ray bởi Walt Dísney Home Video vào ngày 18 tháng 9 năm 2008.

## Cốt truyện
Tinker Bell (Mae Whitman)  được sinh ra từ tiếng cười đầu tiên của một đứa trẻ, và được gió đưa tới Thung Lũng Pixie (một đảo của Vùng Đất Vĩnh Hằng). Tài năng của cô là tiên thợ, vốn sửa chữa mọi thứ. Hai tiên thợ, Bobble và Clank dẫn Tinker Bell đi xem toàn bộ Thung Lũng Pĩxie. Cô gặp một số tiên khác, Silvermist, một cô tiên nước, Rosetta, một cô tiên vườn, Iridessa, một cô tiên ánh sáng và cô tiên động vật Fawn. Họ nói cho cô biết đất liền là gì, Tinker Bell không thể đợi để đến đó. Sau khi gặp họ, cô gặp Vidia, một cô tiên bay nhanh. Ngay lập tức họ đã không thích nhau vì Vidia chúa ghét tiên thợ. Tinker Bell nhận ra rằng tiên thợ không được đi đến đất liền nên đã rất thất vọng. Nhưng rồi cô nảy ra ý tưởng khác, hoán đổi tài năng của mình để có thể đến đất liền. Các bạn của cô Silermist, Iridessa, Rosetta, Fawn đồng ý sẽ dạy cô các môn học của thiên nhiên, tuy nhiên, Tinker Bell thất bại hết. Khi quá tức giận và ra biển ngồi, Tinker Bell tìm được một hộp nhạc đã bị hỏng và sửa nó, các bạn cô đến và nói rằng đây chính là tài năng của cô, nhưng Tinker Bell vẫn không chịu. Sau đó cô đến nhờ Vidia dạy cách làm tiên bay nhanh, nhưng Vidia lại muốn dạy cô làm tiên vườn và chơi khăm cô bằng cách bảo cô bắt những cây kế dại. Và thế là lũ kế dại đã phá hỏng hết sự chuẩn bị cho mùa xuân. Tinker Bell nhận ra răng sửa chữa đồ đạc mới thực sự là tài năng của mình. Cô và mọi người tìm những món đồ thất lạc để chế tạo đồ dùng và cuối cùng cũng cứu được mùa xuân. Khi Bobble và Clank tìm thấy hộp nhạc mà Tinker Bell đã sửa, tiên Mary đã cho cô đến đất liền và tất cả mọi tiên thợ đều được đến. Tinker Bell và các bạn bay đến đất liền và tận hưởng khoảnh khắc đông tàn xuân sang do các tiên làm nên.

## Sản xuất
Kinh phí để sản xuất phim xấp xỉ 50 triệu đô la và bắt đầu từ năm 2007. Phim được chiếu ở các rạp vào ngày 19 tháng 9 và phát hành dưới định dạng đĩa DVD và Blu-ray vào ngày 28 tháng 10.

## Phản hồi

### Phê bình
Phim nhận được những phê bình tích cực.

### Doanh thu
Vé ở rạp thu về cho phim $2,427,167. Phim đã bán được 3,347,686 bản và thu về $52,201,882. Tổng cộng đã thu về $55,338,200 trên toàn thế giới.